# 可禮大蟬
可禮大蟬（学名：Macrosemia kareisana）为蟬科大蟬屬下的一个种。